# Miconia weddellii
Miconia weddellii är en tvåhjärtbladig växtart som beskrevs av Charles Victor Naudin. Miconia weddellii ingår i släktet Miconia och familjen Melastomataceae. Inga underarter finns listade i Catalogue of Life.